# Justin Hires
Justin Hires (St. Petersburg, 24 giugno 1985) è un attore e comico statunitense conosciuto principalmente per il ruolo di Wilt Bozer della serie televisiva del 2016 MacGyver e per aver interpretato il ruolo del detective James Carter nella serie televisiva Rush Hour.

## Biografia
Justin Hires nasce il 24 giugno 1985 a St. Petersburg nello stato della Florida, figlio di Barbara Hires, una sovrintendente scuolastica della contea di Pinellas. Frequenta gli studi alla Gibbs High School di St. Petersburg, dove si diploma, e successivamente si laurea alla Clark Atlanta University ottenendo il suo Bachelor of Arts.

### Carriera
La carriera dell'attore inizia nel 2005, anno in cui recita in un piccolo ruolo nel film The Gospel diretto da Rob Hardy. Due anni dopo appare, sempre in un ruolo minore, nel film di Sylvain White Stepping - Dalla strada al palcoscenico, mentre la sua prima apparizione televisiva avviene nel 2009, anno in cui partecipa a tre puntate del programma televisivo di candid camera Disaster Date.
Il 2012 rappresenta l'anno di svolta della carriera di Hires, che inizia da quel momento ad apparire regolarmente in numerose serie televisive e film. Proprio nel 2012 recita per la prima volta in un ruolo importante, interpreta infatti Juario nel film 21 Jump Street e negli anni successivi lo si vede nelle serie televisive Key and Peele e Jerks with Cameras e nei film Slightly Single in L.A. e 10 Cent Pistol.
Nel 2016 viene scritturato per uno dei ruoli per cui è maggiormente conosciuto dal grande pubblico, entra infatti a far parte del cast principale della serie televisiva Rush Hour nel ruolo del detective James Carter. La serie, tratta dall'omonima serie di film, ha poco successo e viene quindi cancellata dalla CBS dopo una sola stagione composta da tredici episodi. Il mese successivo alla cancellazione di Rush Hour, viene scritturato per interpretare il ruolo principale dell'amico di MacGyver, Wilt Bozer, nella serie televisiva MacGyver, reboot dell'omonima serie televisiva del 1985.
L'attore ha avuto anche alcune esperienze come doppiatore, si può infatti sentire la sua voce nelle serie d'animazione TripTank e The Lion Guard.

## Filmografia

### Attore

#### Cinema
- The Gospel, regia di Rob Hardy (2005)
- Stepping - Dalla strada al palcoscenico (Stomp the Yard), regia di Sylvain White (2007)
- 21 Jump Street, regia di Phil Lord e Christopher Miller (2012)
- Slightly Single in L.A., regia di Christie Will Wolf (2013)
- 10 Cent Pistol, regia di Michael C. Martin (2014)

#### Televisione
- Disaster Date – programma televisivo, puntate 1x01-1x04-1x05 (2009)
- In the Flow with Affion Crockett – serie TV, episodio 1x06 (2011)
- Key and Peele – serie TV, 4 episodi (2012-2015)
- Jerks with Cameras – programma TV, 8 puntate (2014)
- Ken Jeong Made Me Do It – film TV, regia di Peter Segal (2015)
- Rush Hour – serie TV, 13 episodi (2016)
- MacGyver – serie TV, 94 episodi (2016-2021)
- Face Value – programma TV, puntata 1x07 (2017)

### Doppiatore
- TripTank – serie animata, 5 episodi (2015-2016)
- The Lion Guard – serie animata, episodio 2x15 (2018)